# Scoliocentra fraterna
Scoliocentra fraterna är en tvåvingeart som beskrevs av Friedrich Hermann Loew 1863. Scoliocentra fraterna ingår i släktet Scoliocentra och familjen myllflugor. Inga underarter finns listade i Catalogue of Life.